# Epinephelus magniscuttis
Epinephelus magniscuttis is een  straalvinnige vissensoort uit de familie van zaag- of zeebaarzen (Serranidae). De wetenschappelijke naam van de soort werd voor het eerst geldig gepubliceerd in 1963 door Postel, Fourmanoir & Guézé.
De soort staat op de Rode Lijst van de IUCN als Onzeker, beoordelingsjaar 2008.